# Gondelbahn

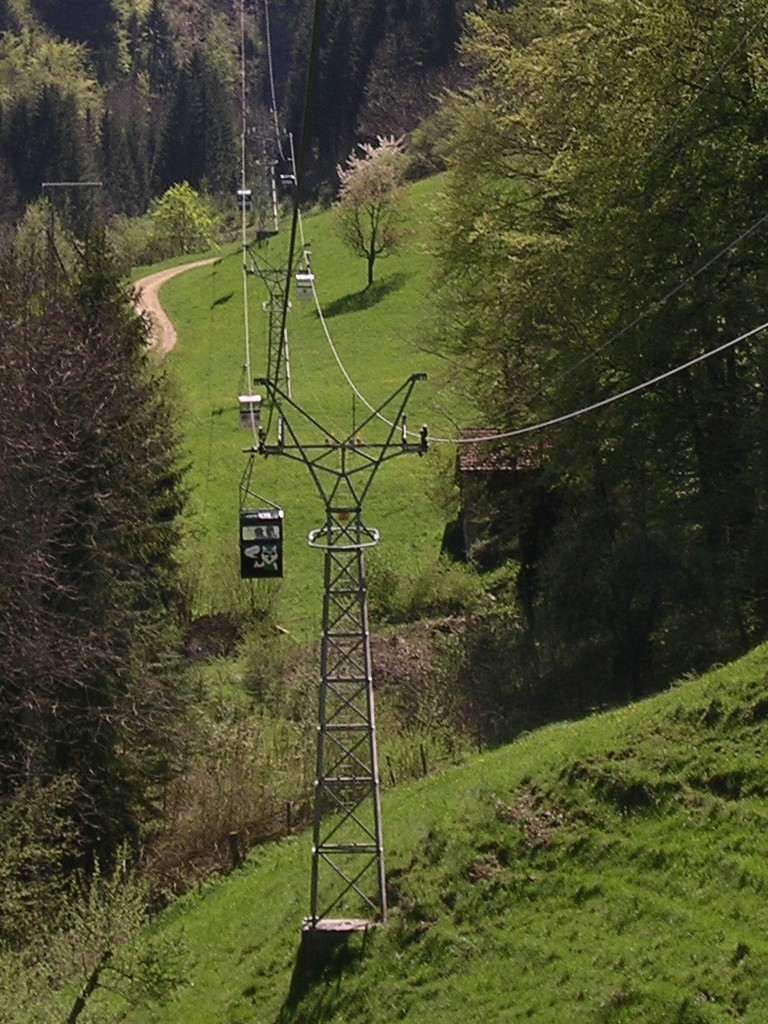
Kuppelbare Gondelbahn in der Schweiz aus den 50er-Jahren (ehemalige Wasserfallenbahn, inzwischen abgebrochen und ersetzt)

Eine Gondelbahn ist eine Luftseilbahn, bei der mehrere Kabinen (umgangssprachlich Gondeln genannt) an ein ständig umlaufendes Seil geklemmt sind und dadurch auf einer Fahrspurseite von einer Station zur anderen und auf der Gegenseite wieder zurück zur ersten Station bewegt werden. Das Seil läuft dabei in der Regel über Seilbahnstützen.
In den Stationen werden die Kabinen meist vom Seil abgekuppelt und an einer hängenden Schiene zur Abfahrt in die Gegenrichtung geführt. Dabei werden die Kabinen zum Ein- und Aussteigen stark verlangsamt oder auch ganz angehalten. Durch die Trennung von schneller Fahrt auf der Strecke und langsamer Stationsdurchfahrt zum reibungslosen Fahrgastwechsel wird eine hohe Beförderungskapazität erreicht.
Die gängigen Gondeln haben ein Fassungsvermögen von 2 bis 15 Personen. Außen an den kleineren Gondeln befinden sich oft Halterungen für Wintersportgeräte wie Skier und Snowboards.
Gelegentlich werden auch Großkabinen-Pendelbahnen umgangssprachlich als Gondelbahn bezeichnet, obwohl diese technisch einen eigenen Typ von Luftseilbahn darstellen.

## Anwendung

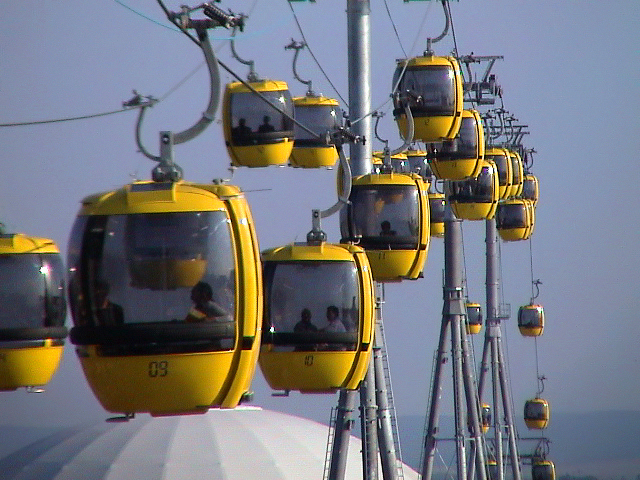
Einseil-Gondelbahn auf der Expo 2000

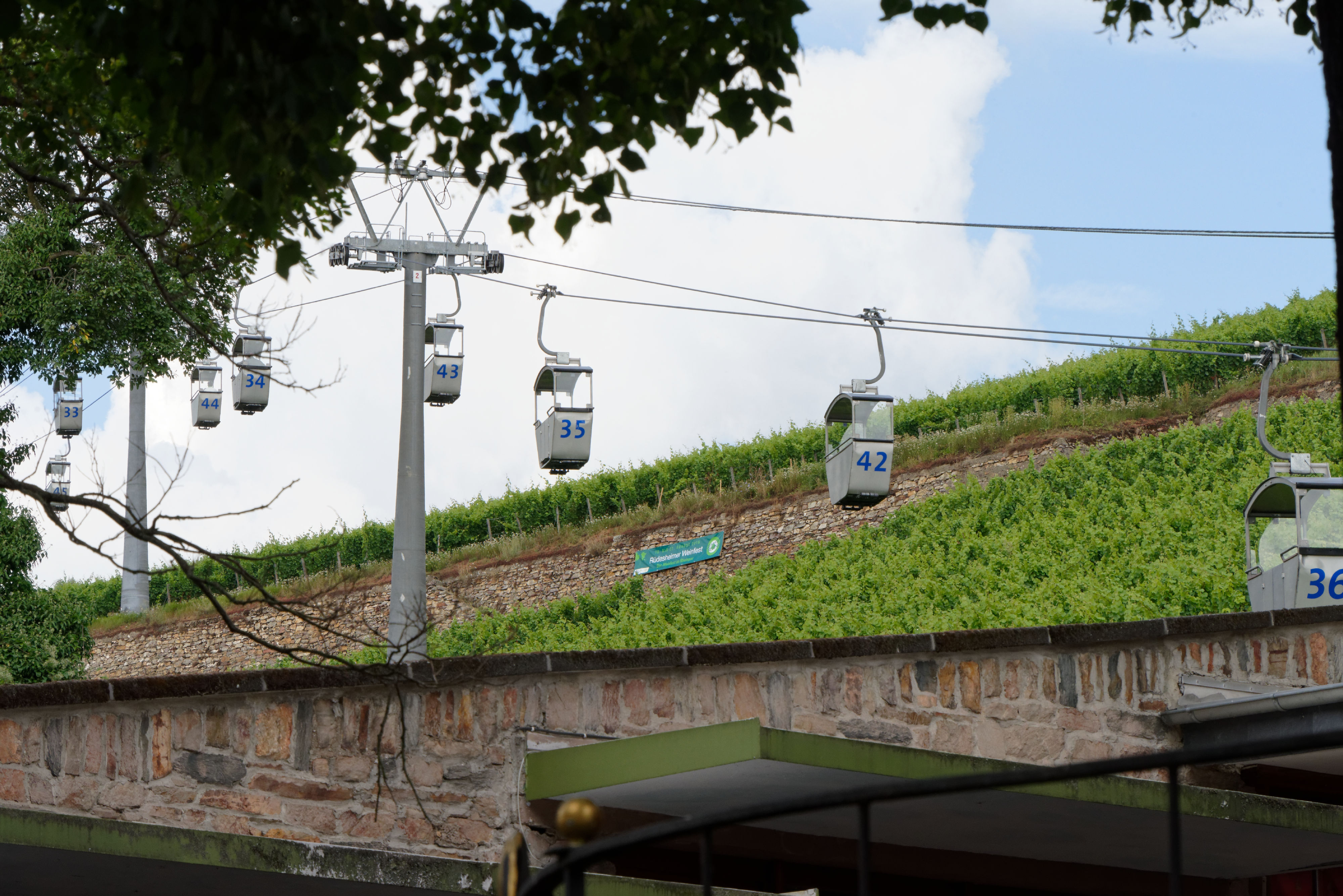
Gondelbahn von Rüdesheim zum Niederwalddenkmal

Gondelbahnen finden sich zumeist in Skigebieten und befördern dort im Winter Wintersportler und ganzjährig Bergwanderer und andere Touristen. Sie verfügen manchmal auch über spezielle Gondeln zum Transport von verletzten Personen, Gleitschirmen, Hängegleitern oder anderen Lasten, z. B. für das Restaurant der Bergstation oder eine Berghütte.
Häufig dienen Gondelbahnen als touristische Anziehungspunkte, so:
- die 1930 als erste Personen-Gondelbahn eröffnete Schauinslandbahn
- die schon etwas älteren Gondelbahnen von Rüdesheim am Rhein zum Niederwalddenkmal und die Waldecker Bergbahn
- die modernen, weite Strecken überspannenden Gondelbahnen, z. B.
  - der Skyrail Rainforest Cableway in Australien
  - der Genting Skyway in Malaysia
  - der Ngong Ping 360 in Hongkong.

In größeren Freizeitparks oder auf weitläufigen Ausstellungsgeländen und Zoos sind ebenfalls Gondelbahnen anzutreffen, die Skyrides, so die Gondelbahnen über
- die verschiedenen Bundesgartenschauen
- den Ocean Park Hong Kong.

Einige Gondelbahnen sind Teil des öffentlichen Personennahverkehrs in bergigen Orten wie
- die neue Rittner Seilbahn in Bozen
- die Gondelbahn, die Annaba in Algerien  mit dem hoch gelegenen Vorort Seraidi verbindet
- die Linien J und K der Metrocable im Rahmen der Metro de Medellín, Kolumbien
- die Metrocable von Caracas, Venezuela.

Aber auch im ebenen Gelände zur Überquerung von Gewässern werden sie oft eingesetzt wie
- die Rheinseilbahnen Kölner Seilbahn und Seilbahn Koblenz
- der (1994 wieder abgebaute) Mississippi Aerial River Transit in New Orleans
- die Wolga-Seilbahn Nischni Nowgorod
- der Vinpearl Cable Car in Nha Trang, Vietnam verbindet den Küstenort mit einer 3,1 km entfernten Insel im Meer.

Zum öffentlichen Personennahverkehr sind wohl auch die kleinen Gondelbahnen mit offenen Gondeln für eine Person zu zählen, die folgende höher gelegenen Orte mit ihren Stranden verbinden:
- Svetlogorsk (früher Rauschen in Ostpreußen)
- Odessa und Jalta, beide in der Ukraine.

## Beschreibung

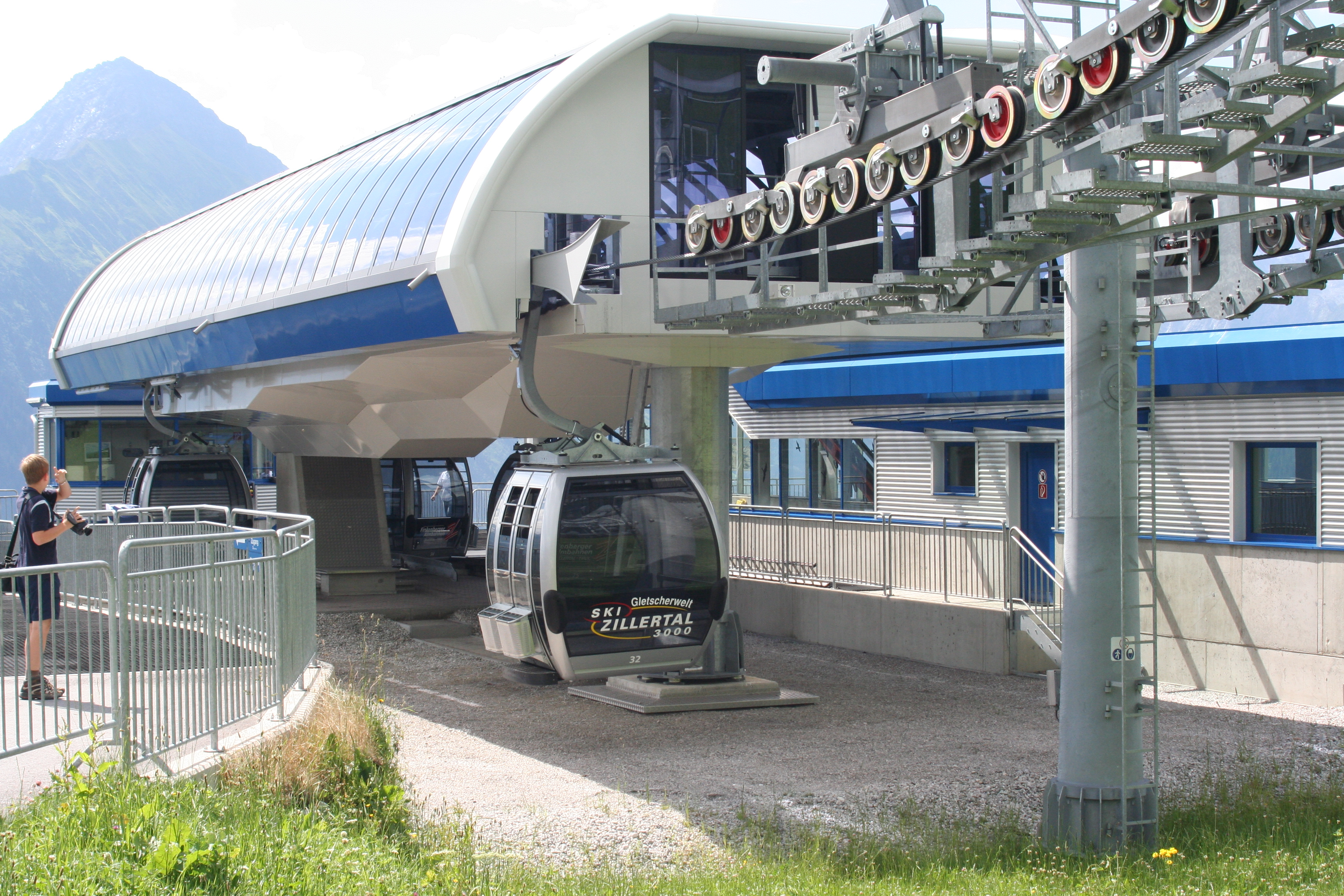
Talstation der
Finkenberger Almbahn 2, Zillertal

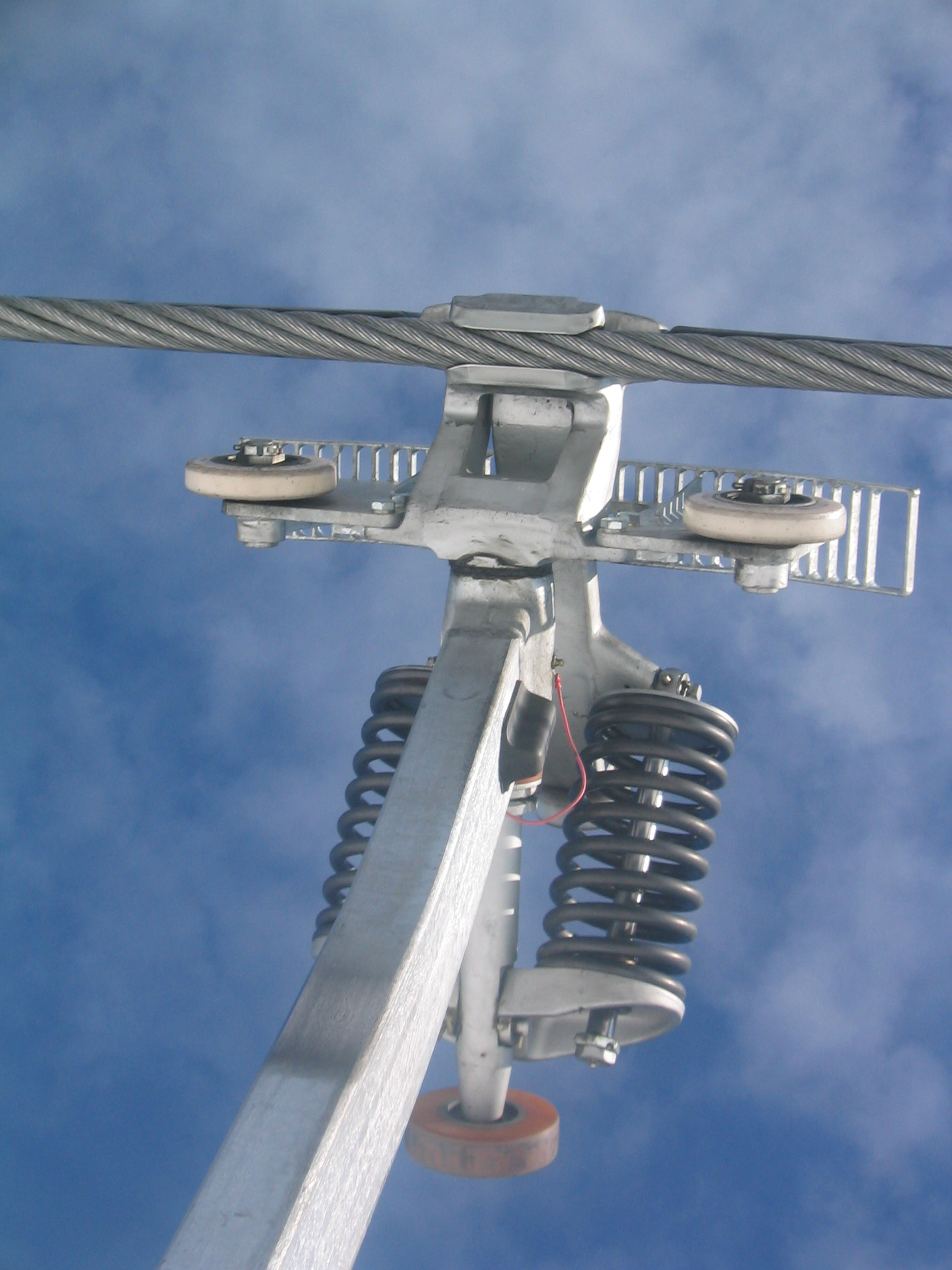
Federklemme einer kuppelbaren Umlaufbahn

Gondelbahnen haben flache, horizontal ausgerichtete Stationen, da für den Fahrgastwechsel- und Kuppelvorgang eine längere, horizontale Strecke erforderlich ist und auch die Hängeschienen mit den Strecken für das Ein- und Auskuppeln, das Beschleunigen bzw. Abbremsen der Gondeln und die Weichen zu den Abstellschienen und Parkgaragen horizontalen Platz benötigen.
Vor der Talstation steht daher bei Einseil-Anlagen fast immer eine Niederhalterstütze mit längeren Rollenbatterien, die einen Übergang zwischen der horizontalen Stationsausfahrt und dem darauf folgenden Steigungsteil herstellt. Umgekehrt steht vor den Bergstationen meist eine Stütze oder Stützengruppe oder gar ein Kuppengerüst mit je nach erforderlicher Seilablenkung umfangreichen Rollenbatterien, die wiederum eine moderate Neigungsänderung beim Übergang von der Steigung in die horizontale Bergstationseinfahrt sicherstellen.
In den Stationen läuft das zu einer endlose Schlaufe gespleißte Seil jeweils über eine große Umlenkscheibe, die in einer Station mit dem Antriebsmotor verbunden ist (Treibscheibe) und in der anderen oder auch in der Antriebsstation auf einem beweglichen Schlitten sitzt, der von den mehrere Tonnen schweren Spanngewichten oder durch eine hydraulische Spannvorrichtung zurückgezogen wird, damit das Seil immer die gleiche Spannung hat.
Gondelbahnen über sehr lange Strecken werden unterteilt in Sektionen, die in sich selbständige Systeme mit eigenen Seilen und eigenem Antrieb darstellen. Meist sind die Sektionen aber in der Mittelstation durch Hängeschienen miteinander verbunden, so dass die Gondeln von einer Sektion zur nächsten an den Schienen hängend automatisch durchfahren können, ohne dass die Fahrgäste umsteigen müssen. Die Mittelstation kann dabei auch als Winkelstation ausgelegt werden, wenn sich an dieser Stelle die Richtung der Trasse ändert. Theoretisch kann diese Aufeinanderfolge von Sektionen beliebig wiederholt werden.
Gondelbahnen können, falls dies für den Einsatzzweck gefordert ist, ab einer gewissen Größe der Gondeln (ab ca. 8er-/10er Gondel) weitgehend barrierefrei gestaltet werden, bei kleineren Fahrzeugen kann es zu Einschränkungen bei der Türbreite und dem Platzangebot für Rollstühle oder Kinderwägen kommen. In der Schweiz müssen nach dem Behindertengleichstellungsgesetz Seilbahnen ab neun Plätzen pro Transporteinheit (mit Ausnahme der Skilifte und Sesselbahnen) behindertengerecht sein.

## Varianten

### Einseilumlaufbahn

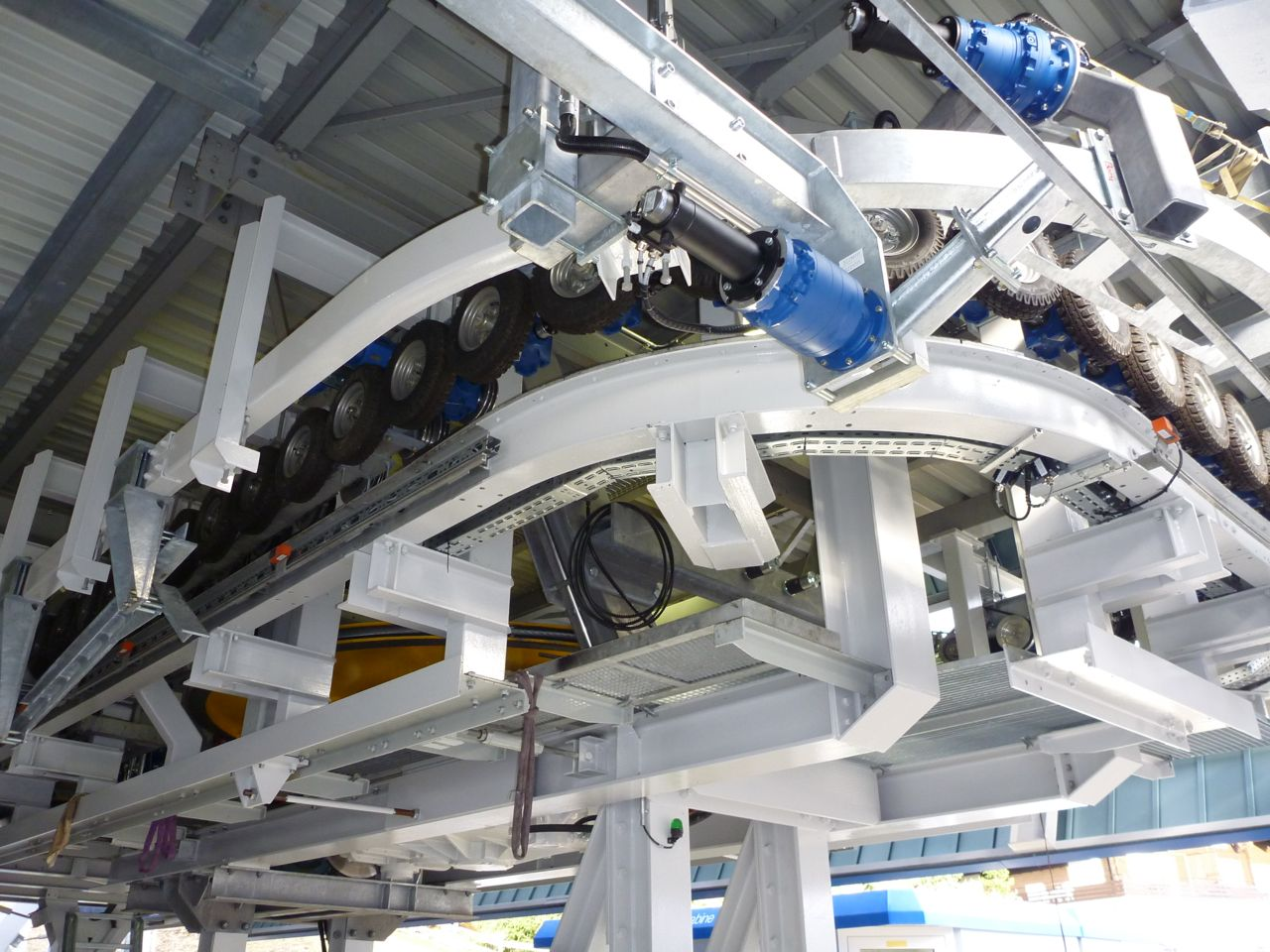
Fördertechnik in der Talstation einer Einseilumlaufbahn (Gondelbahn Kulm)

Die kuppelbare Einseilumlaufbahn ist die häufigste Variante der Gondelbahnen. Bei ihr dient das eine umlaufende Seil gleichzeitig als Trag- und als Zugseil und wird als Förderseil bezeichnet. Ihre Ursprünge gehen zurück auf die Einseil-Materialseilbahnen, die von dem Engländer Hodgson ab 1868 eingeführt und als englisches System bekannt wurden. Die Kabinen haben kein Laufwerk, sondern werden mit einer Kuppelklemme (Müller-Klemme und Von-Roll-Klemme als historische Beispiele, aktuell Klemmen mit Spiral- oder Torsionsfedern verschiedener Funktionsweisen und Hersteller) bei der Abfahrt in der Station am Förderseil befestigt und bei der Ankunft wieder gelöst. Die Kabinen, die früher wegen ihrer charakteristischen Form oft als Eiergondeln bezeichnet wurden, haben zwei bis maximal 15 Plätze und sind in der Regel geschlossen. Es gibt jedoch auch ältere Bahnen mit offenen Gondeln und nur einem Stehplatz oder halboffene Gondeln mit zwei bis vier Sitzplätzen. In sehr warmen Gegenden Asiens werden auch heute noch gelegentlich Bahnen mit halboffenen Gondeln gebaut.
Die kuppelbare Einseilumlaufbahn hat eine Fahrgeschwindigkeit von bis zu 6 m/s (21 km/h) und eine Förderleistung von bis zu 3.600 Personen pro Stunde.
Es gibt einfache Einseilumlaufbahnen (z. B. der Korblift), bei denen die kleinen offenen Gondeln fest am Seil befestigt (fix geklemmt) sind. Diese Anlagen können nur langsam fahren, um ein sicheres Ein- und Aussteigen zu ermöglichen. Sie wurden jedoch fast alle durch andere Seilbahnsysteme ersetzt.

### Zweiseilumlaufbahn / 2S-Bahn

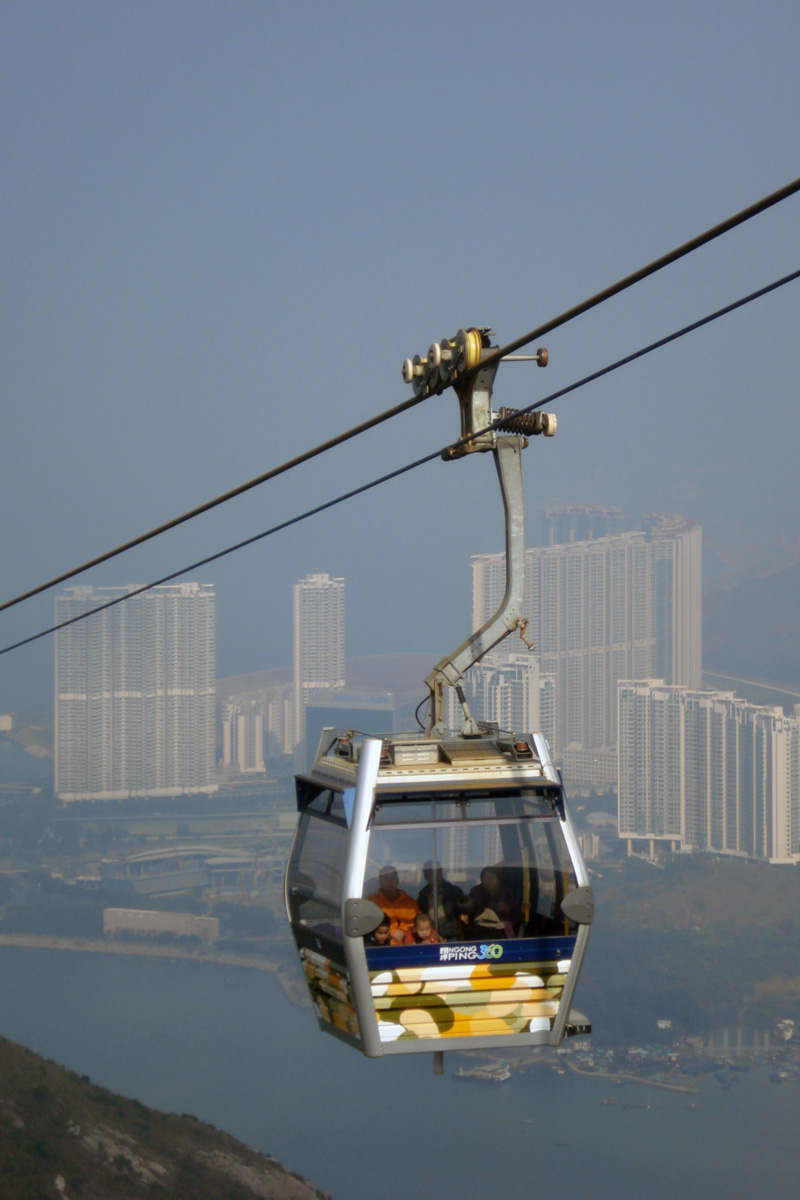
Zweiseil-Gondelbahn Ngong Ping 360, Hongkong

Zweiseilumlaufbahnen (2S-Bahnen) haben ein Tragseil und ein umlaufendes Zugseil. Das Tragseil ist in einer Station fest verankert und wird in der anderen Station mit Spanngewichten oder hydraulischen Spannvorrichtungen in einer gleichbleibenden Spannung gehalten. Das Zugseil läuft ebenso wie bei der Einseil-Umlaufbahn in den Stationen um große Umlenkscheiben und bewegt die Kabinen, die mit einem Fahrwerk auf dem Tragseil fahren und mit einer kuppelbare Klemme am Zugseil befestigt sind, von dem sie in den Stationen abgekuppelt und auf Hängeschienen geführt werden. Ihre Ursprünge gehen zurück auf die Zweiseil-Materialseilbahnen, die von Adolf Bleichert ab 1872 eingeführt und als deutsches System bekannt wurden. Die Zweiseilumlaufbahnen gerieten mit der zunehmenden Leistungsfähigkeit der Seile aus der Mode, da Einseil-Umlaufbahnen einfacher und billiger zu bauen waren. In letzter Zeit greift man auf das System zurück, um größere und leistungsfähigere Gondelbahnen bauen zu können. Die Kabinen haben bis zu 15 Plätze und erreichen Geschwindigkeiten von bis zu 7,5 m/s (27 km/h) und Förderleistungen von 4000 Personen pro Stunde.

### Dreiseilumlaufbahn / 3S-Bahn
Dreiseilumlaufbahnen (3S-Bahnen) wurden entwickelt, um größere, bis zu 35 Personen fassende kuppelbare Gondeln verwenden zu können, die an zwei fest verankerten Tragseilen hängen und von einem umlaufenden Zugseil bewegt werden. Die zwei Tragseile bewirken, ähnlich wie bei der Pendelbahn, eine ruhige Fahrt und eine geringe Windempfindlichkeit und erlauben den Einsatz großer Gondeln. Sie haben eine Fahrgeschwindigkeit von bis zu 7,5 m/s (27 km/h) und eine Förderleistung von bis zu 6.000 Personen pro Stunde.

### Funitel
Eine Weiterentwicklung ist das Funitel, bei dem jede der bis zu 24 Personen fassenden kuppelbaren Gondeln an zwei parallelen umlaufenden Förderseilen hängt, die einen großen Abstand haben (und das kein gesondertes Tragseil hat). Es hat eine Fahrgeschwindigkeit von bis zu 7,5 m/s (27 km/h) und eine Förderleistung von 3.200 bis zu 4.000 Personen pro Stunde.

### Gruppenumlaufbahn
Die Gruppenumlaufbahn hat Gondeln, die an einem umlaufenden Zug- oder Förderseil in Gruppen von zwei bis zu fünf Gondeln fix angeklemmt sind. Zum Ein- und Aussteigen der Passagiere einer Gruppe von Gondeln in den beiden Stationen hält die gesamte Bahn an. Die Fahrgeschwindigkeit beträgt bis zu 7 m/s, die Förderleistung ist in Abhängigkeit von der Länge wegen der häufigen Stopps gering. Der Vorteil dieser Bahnen ist der kostengünstigere Bau im Vergleich zu einer kuppelbaren Gondelbahn. Ein bekanntes Beispiel ist die Télécabine Panoramic Mont-Blanc in der Mont-Blanc-Gruppe.

### Kombibahn
Bei der Kombibahn werden in einer Bahn gleichzeitig kuppelbare Gondeln und Sessel verwendet, wobei der Fahrgast die Wahl der Transportart hat. Es gibt getrennte Aus- und Einstiegsbereiche für die Benutzer der Gondeln bzw. Sessel. Sie hat eine Fahrgeschwindigkeit von bis zu 5 m/s (18 km/h) und eine Förderleistung von bis zu 3.400 Personen pro Stunde.

## Rekorde

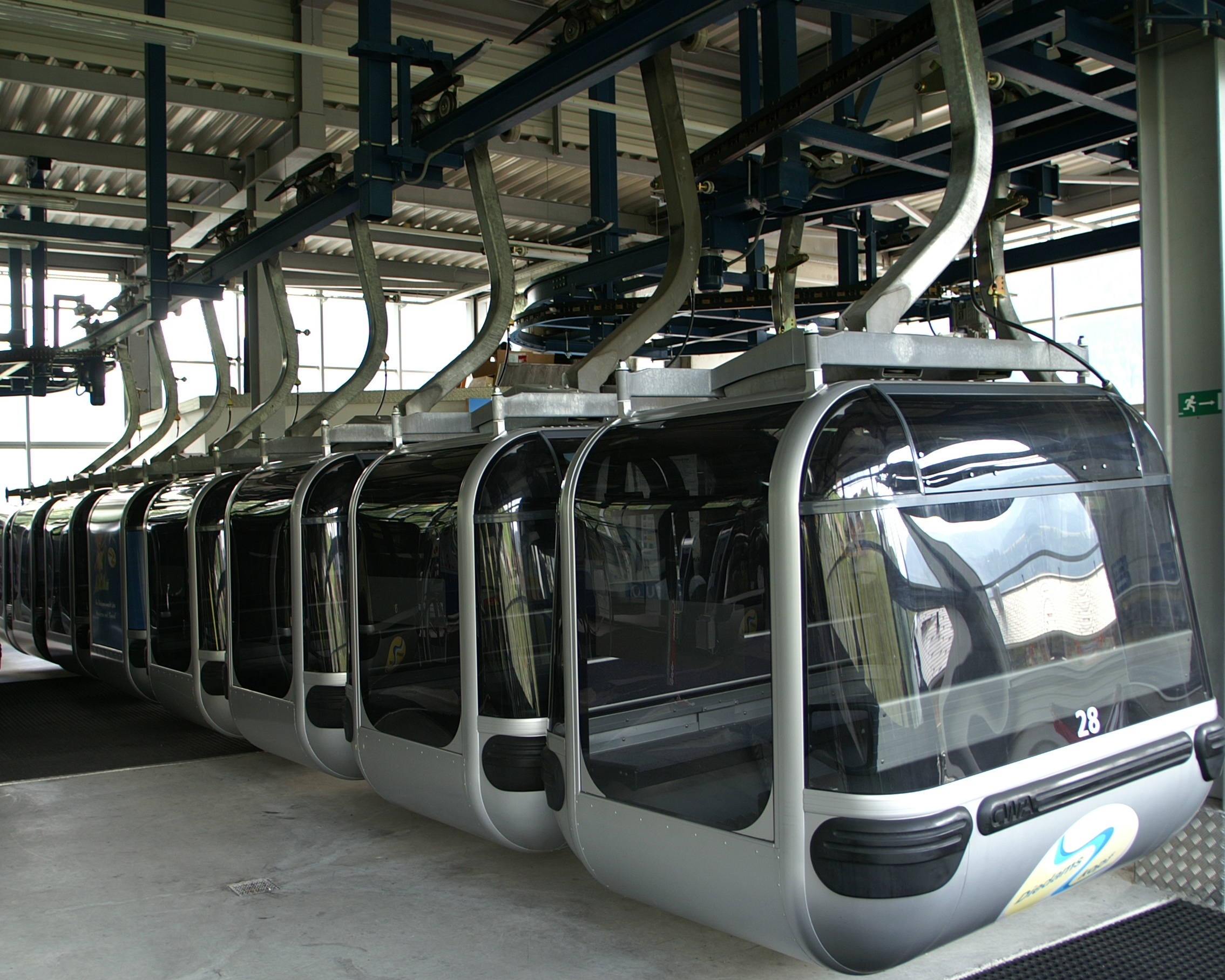
Gondelgarage der Diedamskopf-Bergbahn in Schoppernau, Vorarlberg

Die längste Seilbahn und gleichzeitig längste Gondelbahn der Welt ist die über 13 km lange Luftseilbahn Norsjö, eine Gondelbahn zwischen Örträsk und Mensträsk in der Gemeinde von Norsjö, Schweden. Sie ist der Rest der 96 Kilometer langen Erzseilbahn zwischen Kristineberg und Boliden und wurde bis 2018 für touristische Zwecke genutzt. 30 kuppelbare Kabinen à vier Sitzplätze hängen an einem Tragseil und wurden vom Zugseil mit einer Geschwindigkeit von 10 km/h gezogen. Nachdem 2018 Schäden an den Betonmasten auftraten, wurde die Bahn stillgelegt. Aktuell (2020) steht die Anlage zum Verkauf.
Die längste Einseilumlaufbahn in einer Sektion ist der erste Abschnitt des Bà Nà Hills Cable Car in Vietnam mit 5042 m schräger Länge. Dieser Abschnitt hat mit 1292 m auch den größten Höhenunterschied einer Sektion einer Gondelbahn.
Die zweitlängste Gondelbahn weltweit ist die Skyrail Rainforest Cableway in Australien mit einer Länge von insgesamt 7,5 km (zwei Sektionen).
Der Matterhorn-Express in Zermatt, Kanton Wallis in der Schweiz ist mit ihrer Gesamtlänge von 6,53 km die drittlängste Gondelbahn der Welt. Diese 8er-Gondelbahn war zuerst nur von Zermatt nach Schwarzsee, bis 2009 die Strecke nach Trockener Steg verlängert wurde.
Die Télécabine Panoramic Mont-Blanc mit einer Länge zwischen den beiden Stationen von 4 972 m bzw. 4 968 m in der Horizontalen hat mit 2 831 m die größte Spannweite in Europa und zweitgrößte weltweit (und eine Höhe über Grund von rund 300 m), gefolgt von der 3S-Bahn bei Kitzbühel, Österreich mit einer Spannweite von 2 507 m und einer Höhe über Grund von 400 m.
Die Peak 2 Peak Gondola, eine 3S-Bahn in Whistler (British Columbia) zwischen der Roundhouse Lodge des Whistler Mountains und dem Rendezvous Restaurant am Blackcomb Mountain hat weltweit die größte Höhe über Grund von 436 m.
Die 3,1 km lange Vinpearl Cable Car in Vietnam ist wohl die längste über einen Meeresarm (in rund 60 m Höhe) führende Seilbahn der Welt.
Die höchste Luftseilbahn und damit auch Gondelbahn der Welt ist die Dagu Glacier Gondola in Sichuan, China.
Die selbstfahrende Josefsbergseilbahn hatte Eigenantrieb jeder Kabine, sodass sie von einer einzelnen Person in Betrieb genommen werden konnte.